# Кастания (дем Сервия)
Вижте пояснителната страница за други значения на Кастания.
Кастания (на гръцки: Καστανιά, катаревуса Καστανέα, Кастанеа) е село в Република Гърция, част от дем Сервия в област Западна Македония.

## География
Кастания е разположено на 1050 m надморска височина, в планината Шапка (Титарос), на 3 km югоизточно от Сервия.

## История

### В Османската империя
На мястото на селото е съществувал манастирът „Св. св. Теодор Тирон и Теодор Стратилат“, от който е оцеляла само църквата, възстановена в 1898 година.
В 1528 година кастания има 51 домакинства с 230 жители.
Александър Синве ("Les Grecs de l’Empire Ottoman. Etude Statistique et Ethnographique"), който се основава на гръцки данни, в 1878 година пише, че в Кастание (Kastaniai) живеят 450 гърци.
На Етнографската карта на Битолския вилает на Картографския институт в София от 1901 година Костаница е чисто гръцко село в Серфидженската каза на Серфидженския санджак със 70 къщи.
Според статистика на Серфидженския санджак на гръцкото консулство в Еласона от 1904 година в Кастанеа (Καστανέα), Серфидженска каза, живеят 450 гърци елинофони християни.

### В Гърция
През октомври 1912 година, по време на Балканската война, в селото влизат гръцки части и след Междусъюзническата война в 1913 година Кастания остава в Гърция.
Населението традиционно произвежда жито, тютюн, картофи и други земеделски продукти, като се занимава и със скотовъдство.
| Година    | 1913 | 1920 | 1928 | 1940 | 1951 | 1961 | 1971 | 1981 | 1991 | 2001 | 2011 | 2021 |
| --------- | ---- | ---- | ---- | ---- | ---- | ---- | ---- | ---- | ---- | ---- | ---- | ---- |
| Население | 861  | 762  | 786  | 1064 | 1117 | 1268 | 954  | 794  | 534  | 98   | 68   | 61   |